# La Pica
La Pica es un despoblado del municipio de Tajahuerce, en la provincia de Soria (España).

## Patrimonio
- Torreón medieval o atalaya.
- Iglesia románica en ruinas.
- Palacio de los Bravo de Saravia en ruinas.[1][2]